# Vrbjani (Debarca)
Vrbjani (macedónul: Врбјани) település Észak-Macedóniában, a Délnyugati körzet Debarcai járásában.

## Népesség
| Lakosok száma | 803  | 879  | 649  | 371  | 229  | 129  | 106  | 58   | 32   |
|               | 1948 | 1953 | 1961 | 1971 | 1981 | 1991 | 1994 | 2002 | 2021 |

2002-ben 58 lakosa volt, akik közül 57 macedón és 1 más nemzetiségű.